# Clynotis semiater
Clynotis semiater är en spindelart som först beskrevs av Koch L. 1879.  Clynotis semiater ingår i släktet Clynotis och familjen hoppspindlar. Inga underarter finns listade i Catalogue of Life.